# بیوراکن هاخوردیان
بیوراکن هاخوردیان (ارمنی: Բյուրակն Հախվերդյան زاده؛ ۴ اکتبر ۱۹۸۵ در لیدن) بازیکن ارمنی‌تبار واترپلو اهل هلند است.

## زندگی‌نامه
وی از سال ۲۰۰۰ عضو تیم ملی جوانان واترپلو هلند، از سال ۲۰۰۲ کاپیتان این تیم و به دنبال آن از سال ۲۰۰۴ عضو تیم ملی بانوان هلند است. بیوراکن هاخوردیان همراه این تیم برنده مدال طلا در بازی‌های المپیک تابستانی ۲۰۰۸ شد.
والدین وی از ارمنیان ایران می‌باشند. خانم هاخوردیان دانش‌آموخته رشته تعلیم و تربیت از دانشگاه لیدن هلند است. وی فعالیت خود در این رشته را از باشگاهی در زادگاهش لیدن شروع کرد، در سال ۲۰۰۵ قراردادی با باشگاه یونانی Ethnikos Piraeus در آتن بست و پس از آن با عقد قراردادی با تیم Polar Bears به هلند بازگشت و با این تیم به قهرمانی باشگاه‌های هلند رسید.